# روری ساباتینی
روری ساباتینی (انگلیسی: Rory Sabbatini; ۲ آوریل ۱۹۷۶) گلف‌باز اهل اسلواکی-آفریقای جنوبی است.